# Violoncellový koncert A dur (Dvořák)
Svůj první violoncellový koncert A dur, B. 10 Antonín Dvořák napsal v roce 1865. Autor však napsal pouze part violoncella s doprovodem klavíru. Má tři věty a jeho délka je přibližně 55 minut, přičemž vnější věty jsou dlouhé přibližně 25 a 21 minut.

## Okolnosti vzniku
Na rozdíl od slavného violoncellového koncertu h moll op. 104 je první Dvořákův koncert A dur je téměř neznámý. Bývá zcela přehlížen, a to natolik, že pozdější dílo se nazývá prostě „Violoncellový koncert“, přičemž č. 2 se uvádí jen zřídka.
Pro tento skromný osud prvního koncertu existují dva důvody: Dvořákův autograf zůstal pouze ve formě klavírní partitury bez orchestrace.

## Revize a reedice
Skladatel svůj koncert napsal pro violoncellistu Ludevíta Peera. Znovuobjevil jej až skladatel Günter Raphael desítky let po Dvořákově smrti. Na konci 20. let 20. století Raphael skladbu zásadně upravil a orchestroval, takže byl spíše jeho vlastním než Dvořákovým.
V 70. letech se skladba dočkala druhé edice, od muzikovědce a kurátora Jarmila Burghausera, odborníka na Dvořákovo dílo, když zkrátil obě vnější věty. Společně s violoncellistou Milošem Sádlem připravil promyšlenou edici na dva způsoby: jednu v orchestraci od Burghausera a druhou v podobě klavírní partitury se škrty odpovídajícími nové instrumentované verzi.
Všechny tři verze existují na nahrávce Supraphonu (původní a Burghauserova), stejně jako nahrávka verze Günthera Raphaela natočená Stevenen Isserlisem, vydané na Hyperion Records.

## Nahrávky
- CPO
  - Ramon Jaffé Archivováno 14. 1. 2021 na Wayback Machine., violoncello. Státní orchestr Rýnské filharmonie. Burghauserova verze.
- Supraphon
  - Jiří Bárta, violoncello. Původní Dvořákova podoba pro violoncello a klavír.
  - Miloš Sádlo, violoncello. Orchestrovaná verze od Jarmila Burghausera.
- Koch Classics
  - Werner Thomas-Mifune, violoncello. Burghauserova verze.
- Hyperion
  - Steven Isserlis, violoncello. Mahlerův komorní orchestr dirigoval Daniel Harding. Raphaelova verze.

V roce 2010 nahrál český violoncellista Tomáš Jamník nové vydání koncertu A dur se Symfonickým orchestrem Českého rozhlasu pro Supraphon. Koncert je zde zkrácen na 35 minut, vychází převážně z Burghausera, ale místy po rozsáhlém výzkumu nachází vlastní řešení některých problémů způsobených tím, že existuje pouze klavírní partitura. Po dokončení klavírní partitury se Dvořák nikdy ke svému prvnímu „Koncertu pro violoncello“ s klavírním doprovodem nevrátil.